# دوریان لوک
دوریان لوک (انگلیسی: Dorian Lévêque؛ زادهٔ ۲۲ نوامبر ۱۹۸۹) بازیکن فوتبال اهل فرانسه است. او اخیراً به عنوان مدافع برای باشگاه لومان بازی کرده است.
از باشگاه‌هایی که در آن بازی کرده‌است می‌توان به باشگاه فوتبال گنگام اشاره کرد.